# Fotografia publicitària

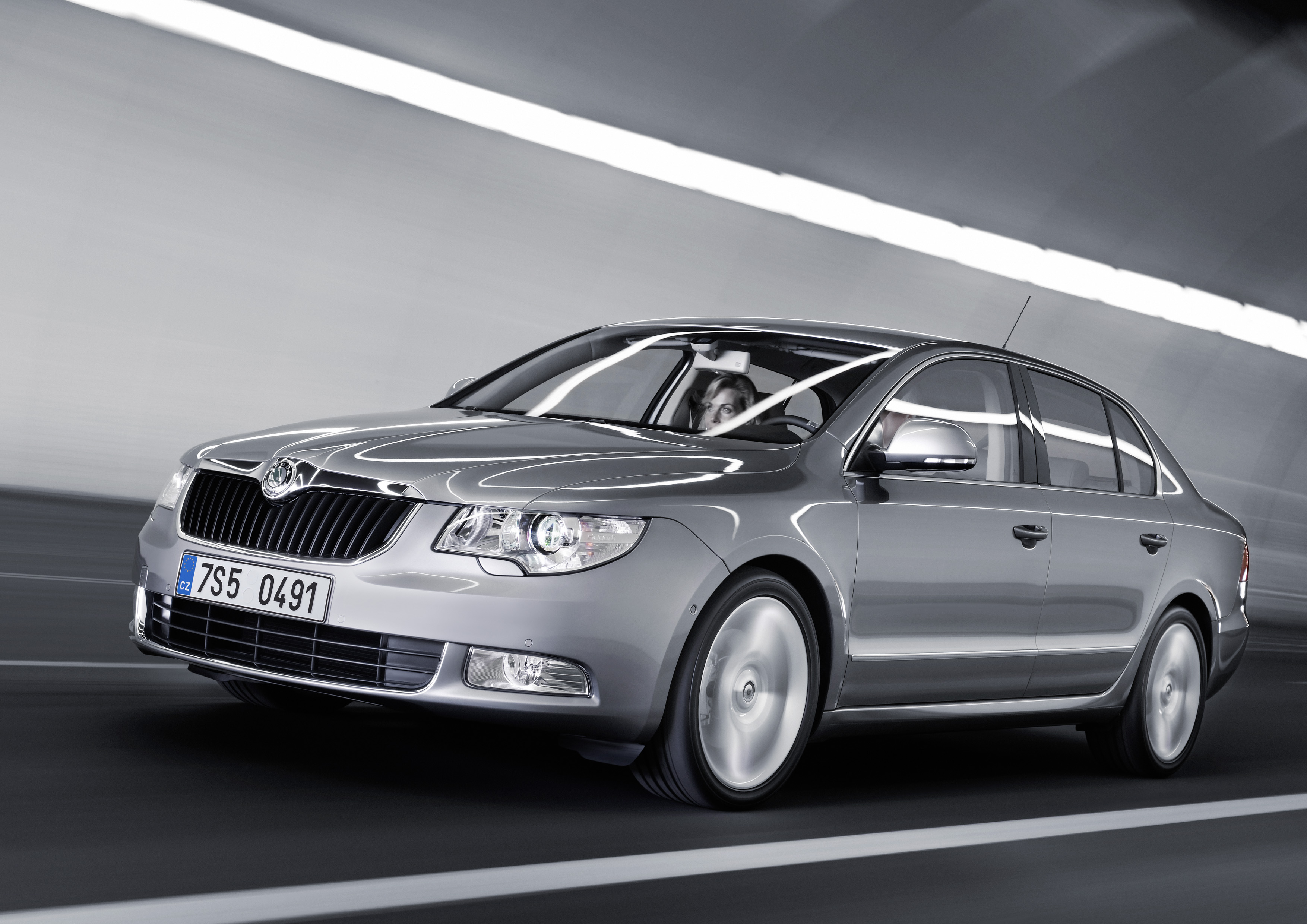
Fotografia publicitària per a un anunci de cotxe.

La fotografia publicitària és la realització de fotografies amb l'objectiu d'integrar-les en una campanya publicitària. Les imatges, que tenen la finalitat de fer un producte atractiu per a incitar-ne el consum, constitueixen un dels components principals de la publicitat, cosa que ha afavorit el gran desenvolupament tècnic i creatiu de la fotografia en aquest àmbit.
Aquest gènere fotogràfic fa servir una àmplia gamma de tècniques especials per tal que les imatges, presentades de forma que provoquin o promoguin una decisió en el consumidor, siguin un element de major influència sobre l'observador.
Els nous programaris han recolzat la creació publicitària, que ha passar a fer un ús habitual de la postproducció per a l'edició d'imatges, deixant enrere el retoc al laboratori fotogràfic o a posteriori amb aerògraf sobre l'emulsió.
La fotografia publicitària, de la mateixa manera que en altres àmbits, també segueix les noves tendències que imposa la moda i el cinema, fent servir diferents objectius i tendències de color.
Alguns fotògrafs publicitaris són: America Sanchez, Ellen von Unwerth, Manuel Outumuro i Oliviero Toscani.